# Louise Toupin
Louise Toupin (Champlain, Quebec, 1946) es doctora en ciencia política, profesora jubilada de la Universidad de Quebec en Montreal y investigadora independiente, especializada en los estudios feministas. Ahora vive en Montreal.
De 1969 a 1971, fue miembro del Grupo de liberación de las mujeres del Quebec, el primer grupo de neo-feminismo de Montreal. También participó a la creación de las Ediciones del « Remue-ménage » (1976), una editorial que sigue siendo la principal casa editorial de obras feministas en Quebec. Desde el año 2000, ella se ha comprometido en la lucha por el reconocimiento de los derechos de las trabajadoras del sexo y por su integración social. En 2011, participó en la creación de la Alianza feminista para los derechos de las trabajadoras del sexo.

## Trayectoria profesional
Louise Toupin enseñó en la Universidad de Sherbrooke, en la Universidad Concordia, en la Universidad de Quebec en Trois-Rivières, en la Universidad de Ottawa y en la Universidad de Quebec en Montreal. En cada una de esas universidades, dio clase de estudios feministas en cursos tales como «Introducción a los estudios feministas», «Ideas políticas y feminismo», «Feminismo y ciencias políticas» o aún más «Teorías feministas».
Además de profesora, Louise Toupin es investigadora independiente. Sus investigaciones están principalmente orientadas hacia la transmisión de la historia militante feminista pero también hacia el reconocimiento de la labor invisible de las mujeres. A los principios de los años 2000, se dedicó a la revisión de los marcos de análisis feministas, después de la aparición sobre en la escena política de nuevas figuras del movimiento de las mujeres, en particular las trabajadoras del sexo.
La voluntad de Louise Toupin de transmitir la historia feminista se concretizo en la publicación de tres antologías mayores incluyendo textos militantes feministas. En los dos volúmenes de Québécoises Deboutte!, escritos con Véronique O'Leary, se encuentran textos, factos y actividades de los dos primeros grupos feministas de la "Segunda ola" feminista quebequesa : el Frente de liberación de las mujeres del Quebec (1969-1971) y el Centro para las mujeres (1972-1975). En La pensée féministe au Québec. Anthologie 1900-1985 (El pensamiento feminista del Quebec. Antología 1900-1985), escrito con Micheline Dumont, están presentados hasta 180 textos de militantes feministas del siglo XX. En último, en la antología Luttes XXX. Inspirations du mouvement international des travailleuses du sexe, escrito con Maria-Nengeh Mensah y Claire Thiboutot, se encuentran 80 contribuciones del movimiento de las trabajadoras del sexo.

## Publicaciones
A lo largo de su trayectoria profesional, Louise Toupin ha publicado desde reportes de investigación a libros, incluyendo su participación en obras colectivas, sus monografías o los numerosos artículos en revistas especializadas, tales como: Recherches féministes, Revue internationale d’études québécoises, Éclairé o Le Devoir. De entre sus obras destacamos:
- Toupin, Louise (2014). Le salaire au travail ménager. Chronique d’une lutte féministe internationale (1972-1977), Montreal, Éditions du remue-ménage, 451 páginas.[9]

- O’Leary, Véronique y Louise Toupin (dir.) (1983). Québécoises Deboutte! Tome 2. Collection complète, Montreal, Éditions du remue-ménage, 374 páginas.[10]

- Toupin, Louise (2013). « Clandestine Migrations by Women and the Risk of Trafficking ». Capítulo 5. de Sex Work : Rethinking the Job, Respecting the Workers (Colette Parent, Chris Bruckert, Patrice Corriveau, Maria Nengeh Mensah, Louise Toupin). Vancouver, BC. The UBC Press.[11]

- Toupin, Louise (1994). «1969. Le Front de libération des femmes du Québec. Le féminisme resurgit sur la scène politique», en Darsigny, Maryse (y al.) Ces femmes qui ont bâti Montréal. Montreal, Éditions du remue-ménage, p. 378-380.[12]

- Toupin, Louise (1982). «Québec: les femmes, des parentes pauvres toujours», en Terre des femmes. Panorama de la situation des femmes dans le monde, Paris-Montreal, Éditions La Découverte/Maspéro-Boréal Express, p. 203-205.

- Toupin, Louise (2016). « Le salaire au travail ménager, 1972-1977 : retour sur un courant féministe évanoui », Recherches féministes, vol. 29, n°1. P. 179-198.[13]